# Діер-Айленд (Орегон)
Діер-Айленд (англ. Deer Island) — переписна місцевість (CDP) в США, в окрузі Колумбія штату Орегон. Населення — 323 особи (2020).

## Географія
Діер-Айленд розташований за координатами 45°55′59″ пн. ш. 122°50′59″ зх. д. / 45.93306° пн. ш. 122.84972° зх. д. (45.932994, -122.849763).  За даними Бюро перепису населення США в 2010 році переписна місцевість мала площу 1,26 км², уся площа — суходіл.

## Демографія
Згідно з переписом 2010 року, у переписній місцевості мешкали 294 особи в 126 домогосподарствах у складі 80 родин. Густота населення становила 233 особи/км².  Було 139 помешкань (110/км²).
Расовий склад населення:
| - 92,2 % — білих - 2,4 % — корінних американців - 0,3 % — азіатів - 2,7 % — осіб інших рас |

До двох чи більше рас належало 2,4 %. Частка іспаномовних становила 4,4 % від усіх жителів.
За віковим діапазоном населення розподілялося таким чином: 20,7 % — особи молодші 18 років, 66,0 % — особи у віці 18—64 років, 13,3 % — особи у віці 65 років та старші. Медіана віку мешканця становила 46,3 року. На 100 осіб жіночої статі у переписній місцевості припадало 110,0 чоловіків;  на 100 жінок у віці від 18 років та старших — 108,0 чоловіків також старших 18 років.
Середній дохід на одне домашнє господарство  становив 45 911 долар США (медіана — 43 355), а середній дохід на одну сім'ю — 57 000 доларів (медіана — 59 028). За межею бідності перебувало 14,1 % осіб, у тому числі 24,0 % дітей у віці до 18 років та 0,0 % осіб у віці 65 років та старших.
Цивільне працевлаштоване населення становило 179 осіб. Основні галузі зайнятості: транспорт — 13,4 %, виробництво — 11,7 %, роздрібна торгівля — 11,2 %.